# Conus dux
Conus dux é uma espécie de gastrópode do gênero Conus, pertencente à família Conidae.